# Джэрротт, Чарльз
Чарльз Джэрротт (англ. Charles Jarrott; 16 июня 1927 — 4 марта 2011) — британский кино- и телережиссёр. Более всего известен своими костюмированными драмами, которые он ставил для продюсера Хэла Б. Уоллиса. Среди них «Тысяча дней Анны», которая принесла ему в 1970 году «Золотой глобус» за лучшую режиссуру.
Хотя «Анна» была номинирована на несколько премий, критик Полин Кейл написала в своей книге «Reeling» (Warner Books, стр. 198), что режиссёр Джэрротт не имеет своего личного стиля и он просто «проходной управленец».
Джэрротт умер 4 марта 2011 года от рака простаты.

## Фильмография
- Тысяча дней Анны — 1969
- Мария — королева Шотландии — 1971
- Потерянный горизонт — 1973
- Голубь — 1974
- Обратная сторона полуночи — 1976
- Последний полёт Ноева ковчега — 1980
- Человек-кондор — 1981
- Дилетант — 1981
- Человек в синем — 1986
- В полночный час — 1995
- Подарки к рождеству — 1997
- Двуличная вера — 2001